# Persone di nome Andre/Calciatori
| Questa pagina contiene informazioni ricavate automaticamente dalle voci biografiche con l'ausilio del template Bio e di un bot. L'aggiornamento è periodico e automatico e ricostruisce completamente la pagina. Se manca una persona in questa lista, sei pregato di non aggiungerla, ma accertati piuttosto che la sua voce biografica contenga il template Bio e che i dati anagrafici siano correttamente compilati. Se il template Bio manca, inseriscilo tu stesso o, in alternativa, metti l'avviso {{tmp\|Bio}} che ne segnala la mancanza. Se i dati riportati sono sbagliati, correggi direttamente la voce biografica; le modifiche saranno visibili in questa lista entro pochi giorni. Per chiarimenti vedi il progetto antroponimi. La lista contiene solo le 118 persone che sono citate nell'enciclopedia e per le quali è stato implementato correttamente il template Bio. Pagina aggiornata al 21 gen 2017. |

Questa è una lista di persone presenti nell'enciclopedia che hanno il prenome Andre e come attività principale sono Calciatori

## A
- Andre Akpan, calciatore statunitense (Grand Prairie, n.1987)
- André Allègre, calciatore francese (n.1890)
- André Pinto, calciatore portoghese (Vila Nova de Gaia, n.1989)
- André Alves, calciatore brasiliano (Dourados, n.1983)
- Ukra, calciatore portoghese (Vila Nova de Famalicão, n.1988)
- André Ayew, calciatore ghanese (Seclin, n.1989)
- André Cruz, ex calciatore brasiliano (Piracicaba, n.1968)
- Andre Arendse, ex calciatore sudafricano (Città del Capo, n.1967)
- André Ascensio, ex calciatore francese (Orano, n.1938)

## B
- André Bahia, calciatore brasiliano (Rio de Janeiro, n.1983)
- André Lima, calciatore brasiliano (Rio de Janeiro, n.1985)
- André Belli, calciatore svizzero (n.1916 - †1993)
- André Filipe Bernardes Santos, calciatore portoghese (Sobreiro Curvo, n.1989)
- André Bikey, calciatore camerunese (Douala, n.1985)
- André Biyogo Poko, calciatore gabonese (Bitam, n.1993)
- Andre Blake, calciatore giamaicano (May Pen, n.1990)
- André Boucaud, calciatore inglese (Londra, n.1984)
- André Filipe Brás André, calciatore portoghese (Vila do Conde, n.1989)
- André Betta, ex calciatore francese (Beaune, n.1944)
- André Buengo, ex calciatore angolano (Luanda, n.1980)

## C
- André Caillet, calciatore francese (n.1902 - †1925)
- André Calisir, calciatore svedese (Stoccolma, n.1990)
- Andre Campbell, calciatore giamaicano (Portmore, n.1989)
- André Moreira, calciatore portoghese (Ribeirão, n.1995)
- André Sousa, calciatore portoghese (Lisbona, n.1990)
- André Carrillo, calciatore peruviano (Lima, n.1991)
- André Castro, calciatore portoghese (Gondomar, n.1988)
- André Chardar, calciatore francese (Buenos Aires, n.1906 - †1993)
- André Cheuva, calciatore francese (Hellemmes, n.1908 - †1989)
- André Chorda, calciatore francese (Charleval, n.1938 - Nizza, †1998)
- Andre Clennon, calciatore giamaicano (Portmore, n.1989)

## D
- André Carvalhas, calciatore portoghese (Lisbona, n.1989)
- André Danielsen, calciatore norvegese (Stavanger, n.1985)
- Grégoire Defrel, calciatore francese (Meudon, n.1991)
- André Clarindo dos Santos, calciatore brasiliano (San Paolo, n.1983)
- André Doye, calciatore francese (Raimbeaucourt, n.1924 - †1981)
- André Luís dos Santos Ferreira, ex calciatore brasiliano (n.1959)

## F
- André Marques, calciatore portoghese (Carregal do Sal, n.1987)
- André Fierens, calciatore belga (Anversa, n.1898 - †1971)
- André François, calciatore francese (n.1884 - †1915)
- André Frey, calciatore francese (Rosselange, n.1919 - Nizza, †2002)
- André Flem, ex calciatore norvegese (Kristiansund, n.1967)

## G
- André Luís Garcia, calciatore brasiliano (Porto Alegre, n.1979)
- André Geraldes de Barros, calciatore portoghese (Maia, n.1991)
- André Simões, calciatore portoghese (Matosinhos, n.1989)
- Andre Gray, calciatore inglese (Wolverhampton, n.1991)
- André Grobéty, calciatore svizzero (Ginevra, n.1933 - †2013)
- André Gumprecht, calciatore tedesco (Jena, n.1974)
- André Dias, ex calciatore brasiliano (São Bernardo do Campo, n.1979)
- André Guy, ex calciatore francese (Bourg-en-Bresse, n.1941)

## H
- André Hahn, calciatore tedesco (Otterndorf, n.1990)
- André Hainault, calciatore canadese (Vaudreuil-Dorion, n.1986)
- André Hansen, calciatore norvegese (Oslo, n.1989)
- Andre Hoffmann, calciatore tedesco (Essen, n.1993)
- André Houška, calciatore cecoslovacco (n.1926 - †1991)
- André Hanssen, ex calciatore norvegese (Tromsø, n.1981)
- André Hess, ex calciatore francese (Montigny-lès-Metz, n.1933)

## J
- André Jacowski, calciatore francese (Wiativice, n.1922 - †2002)

## K
- Andre Knol, calciatore olandese (Philipsburg, n.2000)
- Andre de Kruijff, calciatore olandese (n.1895 - †1964)
- André Kabile, ex calciatore francese (Saint-Esprit, n.1938)
- André Kana-Biyik, ex calciatore camerunese (Sackbayéné, n.1965)
- André Krogsæter, ex calciatore norvegese (n.1961)

## L
- André Lassalle, calciatore francese
- André Lebidois, calciatore francese
- André Leone, calciatore brasiliano (San Paolo, n.1979)
- André Liminana, calciatore francese (Sidi Bel Abbès, n.1899 - †1947)
- André Horta, calciatore portoghese (Almada, n.1996)
- André Luiz Ladaga, ex calciatore brasiliano (Rio de Janeiro, n.1975)
- André Lenz, ex calciatore tedesco (Mülheim an der Ruhr, n.1973)
- André Lerond, ex calciatore francese (Le Havre, n.1930)

## M
- André Almeida, calciatore portoghese (Lisbona, n.1990)
- Andre Manders, calciatore britannico (Hamilton, n.1986)
- André Maschinot, calciatore francese (Valdoie, n.1903 - Colmar, †1963)
- André McFarlane, calciatore britannico (George Town, n.1989)
- André Vilas Boas, calciatore portoghese (Vila do Conde, n.1983)
- André Moritz, calciatore brasiliano (Florianópolis, n.1986)
- Andre Mijatović, ex calciatore croato (Fiume, n.1979)
- André Luiz Moreira, ex calciatore brasiliano (San Paolo, n.1974)
- André Muri, ex calciatore norvegese (Asker, n.1981)

## N
- André Neury, calciatore svizzero (n.1921 - †2001)
- André Nevstad, ex calciatore norvegese (Ulsteinvik, n.1972)
- André Nieuwlaat, ex calciatore norvegese (Moss, n.1965)

## O
- André Onana, calciatore camerunese (Nkol Ngok, n.1996)
- André Ooijer, ex calciatore olandese (Amsterdam, n.1974)

## P
- André Poullain, calciatore francese (n.1885)
- André Puget, calciatore francese (Parigi, n.1882 - Neuville-Saint-Vaast, †1915)

## R
- André Ramalho Silva, calciatore brasiliano (Ibiúna, n.1992)
- André Renaux, calciatore francese (n.1883)
- André Felipe Ribeiro de Souza, calciatore brasiliano (Cabo Frio, n.1990)
- André Leão, calciatore portoghese (Freamunde, n.1985)
- André Rollet, calciatore francese (Ivry-sur-Seine, n.1905 - †1985)
- André Ryssen, calciatore francese (Boulogne-sur-Mer, n.1902 - †1946)
- André Rey, ex calciatore francese (Strasburgo, n.1948)

## S
- André Saeys, calciatore belga (Sint-Andries, n.1911 - Sint-Andries, †1988)
- André Filipe Saraiva Martins, calciatore portoghese (Ferreira do Alentejo, n.1987)
- André Schembri, calciatore maltese (Pietà, n.1986)
- André Schürrle, calciatore tedesco (Ludwigshafen, n.1990)
- André Senghor, calciatore senegalese (Dakar, n.1986)
- André Luciano da Silva, calciatore brasiliano (Fortaleza, n.1981)
- André Luiz Silva do Nascimento, calciatore brasiliano (São João del-Rei, n.1980)
- André Simonyi, calciatore francese (Huszt, n.1914 - †2002)
- André Sinédo, calciatore francese (n.1978)
- André Ricardo Soares, calciatore brasiliano (Mineiros, n.1981)
- André Martins, calciatore portoghese (Santa Maria da Feira, n.1990)
- André Sollier, calciatore francese (n.1890)
- André Strappe, calciatore e allenatore di calcio francese (Bully-les-Mines, n.1928 - †2006)
- André Syrvet, calciatore svizzero
- André Schei Lindbæk, ex calciatore norvegese (n.1977)

## T
- André Tassin, calciatore francese (Arras, n.1902 - †1987)
- André Luiz Tavares, calciatore brasiliano (Campinas, n.1983)
- André Gomes, calciatore portoghese (Porto, n.1993)
- André Thomas, calciatore americo-verginiano (Saint Croix, n.1988)
- Andre Toussaint, calciatore trinidadiano (n.1981)

## U
- André Ulla, ex calciatore norvegese (Valderøy, n.1973)

## V
- André Silva, calciatore portoghese (Gondomar, n.1995)
- André Vandeweyer, calciatore e allenatore di calcio belga (Tienen, n.1909 - †1992)

## W
- Andre Wisdom, calciatore inglese (Leeds, n.1993)